# Notation cimentière
La notation cimentière, parfois appelée notation chimique cimentière ou plus simplement notation CCN (en anglais : Cement Chemistry Notation), est un système de notation simplifiée (basée sur l'abréviation des formules chimiques des oxydes) utilisé pour décrire les différentes phases minérales et réactions chimiques rencontrées dans les matériaux cimentaires et céramiques. Les constituants de ces matériaux possèdent des formules chimiques et des mécanismes de réaction souvent très complexes. L'utilisation de la notation CCN en remplacement des formules structurales, traditionnellement employées en chimie minérale et minéralogie, permet de simplifier l'écriture de ces systèmes chimiques.

## Symboles utilisés en notation CCN
Le tableau ci-dessous regroupent les principaux symboles employés en notation CCN : 
| CCN | Formule                       | Nom                             |
| --- | ----------------------------- | ------------------------------- |
| C   | {\displaystyle {\ce {CaO}}}   | Oxyde de calcium ou chaux vive  |
| S   | {\displaystyle {\ce {SiO2}}}  | Dioxyde de silicium ou silice   |
| A   | {\displaystyle {\ce {Al2O3}}} | Alumine ou corindon             |
| F   | {\displaystyle {\ce {Fe2O3}}} | Oxyde de fer(III) ou hématite   |
| f   | {\displaystyle {\ce {FeO}}}   | Oxyde de fer(II) ou wustite     |
| H   | {\displaystyle {\ce {H2O}}}   | Eau                             |
| N   | {\displaystyle {\ce {Na2O}}}  | Oxyde de sodium                 |
| K   | {\displaystyle {\ce {K2O}}}   | Oxyde de potassium              |
| P   | {\displaystyle {\ce {P2O5}}}  | Pentoxyde de phosphore          |
| T   | {\displaystyle {\ce {TiO2}}}  | Dioxyde de titane               |
| M   | {\displaystyle {\ce {MgO}}}   | Oxyde de magnésium ou périclase |
| C   | {\displaystyle {\ce {CO2}}}   | Dioxyde de carbone              |
| S   | {\displaystyle {\ce {SO3}}}   | Trioxyde de soufre              |

La notation CCN comporte certaines différences avec la notation chimique qui peuvent prêter à confusion :
- les symboles C et S désignent respectivement les oxydes de calcium et de silicium (donc les éléments Ca et Si, ou plus exactement CaO et SiO2) au lieu du carbone et du soufre (C et S, dénotant respectivement CO2 et SO3, en notation CCN) ;
- certains symboles désignent des oxydes comportant plusieurs atomes de l'élément chimique correspondant. Par exemple, A = Al2O3 comporte deux atomes d'aluminium par entité de formule d'oxyde d'aluminium (molécule hypothétique d'alumine, celle-ci étant un solide ionique), tout comme H = H2O comprend aussi deux atomes d'hydrogène, mais une seule molécule d'eau. En notation CCN, il convient donc de se référer uniquement à l'entité de formule de la molécule de l'oxyde correspondant).

## Présence d'ions dans les composés
Si la notation CCN est très utile pour simplifier l'écriture des composés et réactions étudiés au sein des matériaux cimentaires, elle ne permet toutefois pas de mettre en évidence la présence d'ions. En effet, la plupart des phases minérales contenues dans ces matériaux comportent des ions dans leur structure cristalline, notamment des hydroxydes et sulfates. C'est par exemple le cas de l'ettringite dont la formule structurale est Ca6Al2(SO4)3(OH)12 · 26 H2O.
En notation CCN, l'ettringite devient C6AS3H32, ce qui correspond à la formule semi-développée suivante : 6 CaO · Al2O3 · 3 SO3  · 32 H2O. En comparant les deux écritures, on peut remarquer d'une part que le nombre de H en notation CCN ne correspond pas au nombre de molécules d'eau et d'autre part que les ions sulfate sont remplacés par du trioxyde de soufre.
Ces différences entre les deux écritures s'explique par les réactions se produisant entre l'eau et les différents oxydes présents dans les matériaux cimentaires et entraînant la formation des anions hydroxydes et sulfates :
{\displaystyle {\ce {O^{2-}\ {+}\ H2O->2\ OH^{-}}}} (réaction acide-base de formation des anions hydroxydes) ;
et, 
{\displaystyle {\ce {SO3->[H_{2}O]H2SO4->[2\ OH^{-}]SO4^{2-}\ {+}\ 2\ H2O}}} (formation des anions sulfates).
De ce fait, si l'on désire mettre en évidence la présence d'ions au sein de la structure cristalline, il sera préférable d'utiliser la formule structurale plutôt que la notation CCN.

## Principaux composés minéraux des matériaux cimentaires
Cette section regroupe des exemples de composés et réactions en notation CCN couramment rencontrés dans le domaine des matériaux cimentaires :

### Phases anhydres
Le tableau ci-dessous présente la plupart des phases minérales anhydres susceptibles de rentrer dans la composition des liants hydrauliques communément utilisés :
| Notation CCN | Formule                              | Nom                                           |
| ------------ | ------------------------------------ | --------------------------------------------- |
| C2S          | {\displaystyle {\ce {Ca2SiO4}}}      | Bélite ou silicate de dicalcium               |
| C3S          | {\displaystyle {\ce {Ca3SiO5}}}      | Alite ou silicate tricalcique                 |
| C3A          | {\displaystyle {\ce {Ca3Al2O6}}}     | Célite ou aluminate tricalcique (en)          |
| C4AF         | {\displaystyle {\ce {Ca2AlFeO5}}}    | Ferrite ou ferro-aluminate tétracalcique (en) |
| CS           | {\displaystyle {\ce {CaSiO3}}}       | Monosilicate de calcium ou wollastonite       |
| C3S2         | {\displaystyle {\ce {Ca3Si2O7}}}     | Disilicate de tricalcium ou Rankinite         |
| C2AS         | {\displaystyle {\ce {Ca2Al2SiO7}}}   | Gehlénite                                     |
| CA           | {\displaystyle {\ce {CaAl2O4}}}      | Aluminate de calcium                          |
| CA2          | {\displaystyle {\ce {CaAl4O7}}}      | Dialuminate de calcium                        |
| C12A7        | {\displaystyle {\ce {Ca12Al14O33}}}  | Mayenite                                      |
| CA6          | {\displaystyle {\ce {CaAl12O19}}}    | Hexa-aluminate de calcium                     |
| C4A3S        | {\displaystyle {\ce {Ca4Al6O12SO4}}} | Ye'elimite (en)                               |
| CS           | {\displaystyle {\ce {CaSO4}}}        | Anhydrite ou sulfate de calcium anhydre       |
| CSH1/2       | {\displaystyle {\ce {CaSO4.1/2H2O}}} | Sulfate de calcium hémihydraté                |

### Phases hydratées
Le tableau ci-dessous regroupe des exemples de phases minérales produites après hydratation des liants hydrauliques et rencontrées dans les matériaux cimentaires.
| Notation CCN | Formule                                          | Nom                                    |
| ------------ | ------------------------------------------------ | -------------------------------------- |
| C-S-H        | {\displaystyle {\ce {(CaO)x.SiO2.(H2O)y}}}       | Silicate de calcium hydraté ou gel CSH |
| CH           | {\displaystyle {\ce {Ca(OH)2}}}                  | Portlandite                            |
| CSH2         | {\displaystyle {\ce {CaSO4.2H2O}}}               | Gypse                                  |
| C6AS3H32     | {\displaystyle {\ce {Ca6Al2(SO4)3(OH)12.26H2O}}} | Ettringite                             |
| C9S6H11      | {\displaystyle {\ce {Ca9Si6O18(OH)6.8H2O}}}      | Jennite                                |
| C3S2H3       | {\displaystyle {\ce {Ca3(SiO4H)2.2H2O}}}         | Afwillite                              |
| AH3          | {\displaystyle {\ce {Al(OH)3}}}                  | Gibbsite                               |
| C4ASH12      | {\displaystyle {\ce {(CaO)4.Al2O3.SO3.(H2O)12}}} | Monosulfoaluminate de calcium ou AFm   |
| C4FSH12      | {\displaystyle {\ce {(CaO)4.Fe2O3.SO3.(H2O)12}}} | Monosulfoaluminate de calcium ou AFm   |

### Particularité du C-S-H
Le C-S-H n'est pas une phase cristalline mais un gel amorphe dont la composition chimique varie fortement en fonction de la composition initiale du ciment et de la quantité d'eau ajoutée pour l'hydrater. L'usage des tirets séparant les lettres C, S et H indique que la formule stœchiométrique du composé "CSH" est indéterminée ou non connue exactement. On lui attribue comme formule générale CxSHy où x et y correspondent respectivement au ratio molaire CaO/SiO2 et H2O/SiO2 mesuré.
La plupart des études montrent une valeur moyenne pour x et y proche de 1,5 (soit : C1.5SH1.5). Ainsi, il est courant de lui attribuer la formule stylisée / idéalisée C3S2H3 (soit : 3 CaO · 2 SiO2 · 3 H2O) pour simplifier le bilan des réactions.

### Argiles
Les argiles, également utilisées dans les matériaux cimentaires et céramiques, peuvent être représentées à l'aide de la notation CCN :
| Notation CCN | Formule                                | Nom          |
| ------------ | -------------------------------------- | ------------ |
| AS2H2        | {\displaystyle {\ce {Al4(OH)8Si4O10}}} | Kaolinite    |
| M3S2H2       | {\displaystyle {\ce {Mg6(OH)8Si4O10}}} | Antigorite   |
| AS4H         | {\displaystyle {\ce {Al2(OH)2Si4O10}}} | Pyrophyllite |

### Notation hybride
Dans certains cas, la présence d'anions autres que les oxydes (chlorures, fluorures, etc.) entraîne la formation de composés qui ne peuvent pas être décrits en utilisant simplement la notation CCN. Dans ce genre de cas, il est nécessaire d'utiliser une notation hybride dont voici quelques exemples :
| Notation CCN hybride                | Décomposition en oxydes                   | Formule brute                        |
| ----------------------------------- | ----------------------------------------- | ------------------------------------ |
| {\displaystyle {\ce {2C2S.CaF2}}}   | {\displaystyle {\ce {4CaO.2SiO2.CaF2}}}   | {\displaystyle {\ce {Ca5Si2O8F2}}}   |
| {\displaystyle {\ce {C10S4.CaF2}}}  | {\displaystyle {\ce {10CaO.4SiO2.CaF2}}}  | {\displaystyle {\ce {Ca11Si4O18F2}}} |
| {\displaystyle {\ce {C19S7.2CaF2}}} | {\displaystyle {\ce {19CaO.7SiO2.2CaF2}}} | {\displaystyle {\ce {Ca21Si7O33F4}}} |

La notation hybride est la combinaison d'un terme en notation CCN (à gauche) et d'un terme en symbole chimique (à droite) séparés par un point central. Dans le terme de gauche, le calcium est désigné par son symbole CCN C alors que dans le terme de droite on retrouve son symbole chimique {\displaystyle {\ce {Ca}}}.

## Exemples de réactions chimiques en notation CCN
Cette section présente quelques exemples de réactions chimiques rencontrées dans le domaine des matériaux cimentaires,, :

### Hydratation de la chaux
{\displaystyle {\ce {C + H -> CH}}}
Équivalence chimique :
{\displaystyle {\ce {\underbrace{{CaO}}_{{Chaux}}+ \underbrace{{H2O}}_{{Eau}}-> \underbrace{{Ca(OH)2}}_{{Portlandite}}}}}

### Hydratation de l'alite
{\displaystyle {\ce {2C3S + 6H -> C3S2H3 + 3CH}}}
Équivalence chimique :
{\displaystyle {\ce {2\underbrace{{Ca3SiO5}}_{{Alite}}+ 6\underbrace{{H2O}}_{{Eau}}-> \underbrace{{(3CaO.2SiO2.3H2O)}}_{{C-S-H}}+ 3\underbrace{{Ca(OH)2}}_{{Portlandite}}}}}

### Hydratation de la bélite
{\displaystyle {\ce {2\underbrace{{C2S}}_{{Bélite}}+ 4\underbrace{{H}}_{{Eau}}-> \underbrace{{C3S2H3}}_{{CSH}}+ \underbrace{{CH}}_{{Portlandite}}}}}
Équivalence chimique :
{\displaystyle {\ce {2\underbrace{{Ca2SiO4}}_{{Bélite}}+ 4\underbrace{{H2O}}_{{Eau}}-> \underbrace{{(3CaO.2SiO2.3H2O)}}_{{C-S-H}}+ \underbrace{{Ca(OH)2}}_{{Portlandite}}}}}

### Réaction entre le gypse, l'eau et l'aluminate tricalcique
{\displaystyle {\ce {C3A{+}3C{\overline {S}}H2{+}26H->C6A{\overline {S}}H32}}}
Équivalence chimique :
{\displaystyle {\ce {\underbrace{{Ca3Al2O6}}_{{Aluminate-tricalcique}}+ 3(\underbrace{{CaSO4.2H2O}}_{{Gypse}}) + 26 \underbrace{{H2O}}_{{Eau}}-> \underbrace{{Ca6Al2(SO4)3(OH)12.26H2O}}_{{Ettringite}}}}}